# Çatalçam, Kaynaşlı
Çatalçam là một xã thuộc huyện Kaynaşlı, tỉnh Düzce, Thổ Nhĩ Kỳ. Dân số thời điểm năm 2010 là 278 người.